# Verdun (album)
Pour les articles homonymes, voir Verdun (homonymie).
Albums de Michel Sardou
Palais des Congrès 78 Victoria
Singles
1. Verdun
Sortie : 1979
2. Je ne suis pas mort, je dors
Sortie : 1980

Verdun est le huitième album studio de Michel Sardou enregistré au Studio 92 et paru chez Tréma en 1979.
Paru à l'origine sous le simple titre Sardou, il est souvent désigné sous le titre Verdun, premier single extrait de l'album ou Je ne suis pas mort, je dors (notamment par sa maison de disques Universal Music France, qui mentionne l'un ou l'autre titre selon le site), première chanson de l'album.

## Histoire

### Autour de l'album
- Référence originale : Tréma 310 075[1].

Il existe deux versions légèrement différentes de la chanson La main aux fesses : la première paru dans le premier pressage de l'album et la seconde qui figure sur les rééditions et qui dure une minute de plus que la version originale.

## Fiche technique

### Album original
| No  | Titre                                      | Paroles                       | Musique                        | Durée |
| --- | ------------------------------------------ | ----------------------------- | ------------------------------ | ----- |
| 1.  | Je ne suis pas mort, je dors               | Michel Sardou                 | Pierre Billon - Jacques Revaux | 3:51  |
| 2.  | L’Anatole (hommage à Charles Trenet)       | Michel Sardou                 | Michel Sardou                  | 3:12  |
| 3.  | Méfions-nous des fourmis                   | Michel Sardou                 | Pierre Billon                  | 2:34  |
| 4.  | Verdun                                     | Michel Sardou                 | Michel Sardou                  | 4:10  |
| 5.  | X-Ray                                      | Michel Sardou                 | Pierre Billon                  | 5:16  |
| 6.  | Carcassonne                                | Michel Sardou                 | Jacques Revaux                 | 3:47  |
| 7.  | Ils ont le pétrole, mais c’est tout        | Michel Sardou                 | Pierre Billon                  | 4:00  |
| 8.  | Quand je serai vieux                       | Michel Sardou                 | Pierre Billon                  | 2:56  |
| 9.  | Qui est Dieu ? (en duo avec Romain Sardou) | Michel Sardou                 | Jacques Revaux                 | 3:12  |
| 10. | La Main aux fesses                         | Michel Sardou - Pierre Billon | Jacques Revaux                 | 4:31  |

### Titres bonus
Cet album a été réédité en 2004 sous le label AZ avec les titres bonus suivants :
- Déborah
- Dans la même année

### Crédits
- Arrangements : Benoît Kaufman (titres 1 et 10) et Guy Guermeur (titres 2 à 9).
- Basse : Jannick Top
- Batterie : Jean Schultheis
- Guitares : Patrick Tison et Slim Pezin
- Claviers : Jean-Pierre Sabar
- Synthétiseur : Georges Rodi, G. Hotel et Selmar
- Percussions : Pierre Billon
- Chœurs : Flèches, Costa, U.S. Girls, Ophélie Hollande, Pierre Billon et Jacques Revaux
- Prise de son : Roland Guillotel
- Direction artistique : Pierre Billon